# Coloured Kisses
Coloured Kisses – piosenka i trzeci singel z drugiego albumu Martiki zatytułowanego Martika's Kitchen. Utwór okazał się być porażką na listach przebojów, nie został wydany w Stanach Zjednoczonych. W Wielkiej Brytanii piosenkę wydano w formie płyty gramofonowej. Teledysk został wyreżyserowany przez Rocky’ego Schencka i przedstawia piosenkarkę w prowokacyjnych scenach w wannie.

## Lista piosenek

### Płyta gramofonowa
Strona 1
1. „Coloured Kisses” (7" edit) (Frankie Blue, Les Pierce, Martika)

Strona 2
1. „Pride & Prejudice” (Michael Cruz, Martika)

### CD
1. „Coloured Kisses” (7" edit) – 4:07
2. „Coloured Kisses” (remix) – 4:58
3. „Pride & Prejudice” – 5:11

## Pozycje na listach przebojów
| Lista (1992)             | Najwyższa pozycja |
| ------------------------ | ----------------- |
| Australian Singles Chart | 39                |
| German Singles Chart     | 83                |
| UK Singles Chart         | 41                |